# Balclutha
Balclutha (en maori: Iwikatea) és un poble neozelandès localitzat a la regió d'Otago a l'illa del Sud. És el poble principal del districte de Clutha i es localitza a 71 quilòmetres de Dunedin, la capital regional. El cens de 2006 indicà que Balclutha té una població de 4.062 habitants. Balclutha és el municipi més gran proper a la regió natural de The Catlins.

## Orígens i història
El nom maori del poble, Iwikatea, es tradueix com a «ossos blanquejats». L'origen d'aquest nom es traça el 1750 quan en unes batalles tribals maoris la tribu que guanyà la batalla deixà descompondre els ossos dels seus contingents fins que l'únic que remenà degut a l'emblanquiment foren ossos blanquejats.
Entre el 1849 i el 1853 a través de Port Chalmers arribà James McNeil de Bonn Hill, Dunbartonshire, Escòcia. McNeil es considera avui en dia el fundador del poble. La seva granja es localitzava on s'ubica avui en dia Balclutha. McNeil i el govern provincial van establir un sistema de transbordadors al riu Clutha.

## Geografia
Balclutha es localitza al sud-est de la regió d'Otago, prop de la regió de Southland. S'ubica a 71,48 quilòmetres de la capital regional de Dunedin; a 378,23 quilòmetres de la ciutat més gran de l'illa, Christchurch; a 683,86 quilòmetres de la capital neozelandesa de Wellington i a 1.125,51 quilòmetres de la ciutat neozelandesa més gran, Auckland.

## Demografia
| Evolució demogràfica de Balclutha | Evolució demogràfica de Balclutha | Evolució demogràfica de Balclutha |
| Any                               | Població                          | Creixement                        |
| --------------------------------- | --------------------------------- | --------------------------------- |
| 1991                              | 4.209                             |                                   |
| 1996                              | 4.140                             | −1,6%                             |
| 2001                              | 4.107                             | −0,8%                             |
| 2006                              | 4.062                             | −1,0%                             |

Segons el cens de 2006 Balclutha tenia 4.062 habitants, un decreixement de 42 habitants (1,0%) des del cens de 2001. Hi havia 1.665 llars habitades.
De la població de Balclutha, un 19,3% eren persones majors de 64 anys, comparat amb el 12,3% nacionalment; les persones menors de 15 anys formaven el 20,4% de la població, comparat amb el 21,5% nacionalment.
Les ètnies de Balclutha eren (amb figures nacionals en parèntesis): 80,2% europeus (67,6%); 7,7% maoris (14,7%); 1,6% asiàtics (9,2%); 0,9% illencs pacífics (6,9%); 0,3% de l'Orient Pròxim, Llatinoamèrica o Àfrica (0,9%); 15,0% d'altres (11,1%).
Balclutha tenia un atur de 2,6% per persones majors de 14 anys, menys que la figura nacional de 5,1%. El sou anual de mediana de persones majors de 14 anys era de 22.300$, comparat amb 24.400$ nacionalment. D'aquestes, un 45,5% tenien un sou anual de menys de 20.001$, comparat amb el 43,2% nacionalment; mentre que un 11,4% tenien un sou d'igual o de més de 50.000$ anualment, comparat amb un 18,0% nacionalment.

## Política
Nacionalment, Balclutha es localitza a la circumscripció electoral general de Clutha-Southland i a la circumscripció electoral maori de Te Tai Tonga de la Cambra de Representants de Nova Zelanda.
Clutha-Southland es considera una circumscripció electoral històricament i actualment conservadora. Des de les eleccions de 1996 ha guanyat sempre el Partit Nacional, i el Partit Laborista no hi ha guanyat mai. Des de les eleccions de 1996 ha guanyat sempre Bill English. En les eleccions de 2011 English guanyà amb el 68,83% del vot de la circumscripció. En segon lloc quedà Tat Loo del Partit Laborista amb el 16,77% del vot.
Te Tai Tonga, per altra banda, es considera una circumscripció liberal. Des de les eleccions de 2011, i entre les eleccions de 1999 i 2005, ha guanyat sempre el Partit Laborista. Des de les eleccions de 2011 ha guanyat sempre Rino Tirikatene. En les eleccions de 2011 Tirikatene guanyà amb el 40,62% del vot de la circumscripció. En segon lloc quedà Rahui Katene del Partit Maori amb el 31,79% del vot.